# The Cave of Adullam
The Cave of Adullam ist ein Dokumentarfilm von Laura Checkoway. Die Weltpremiere fand im Juni 2022 beim Tribeca Film Festival statt.

## Inhalt

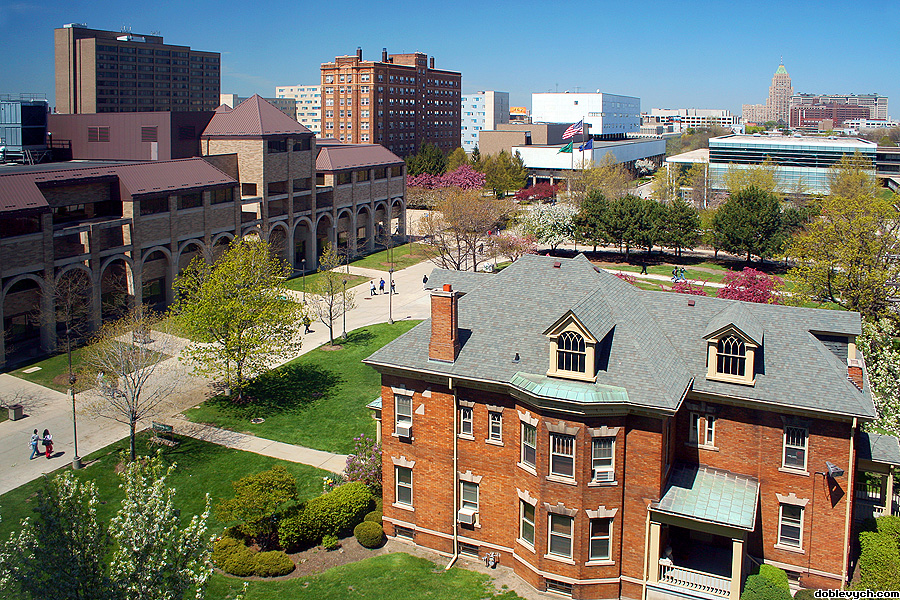
The Cave of Adullam Transformational Training Academy befindet sich auf dem Campus der Wayne State University

The Cave of Adullam Transformational Training Academy (CATTA) ist eine Initiative von The Yunion, einer gemeinnützigen Organisation mit Sitz in Detroit. Sie wurde von Jason Wilson ins Leben gerufen und ist heute in der Wayne State University untergebracht. Dort unterrichtet Wilson seine Schüler in Kampfkünsten, allerdings hat das emotionale Wohlbefinden Vorrang vor sportlichen Fähigkeiten. Er gründete die Martial-Arts-Akademie weil er zunächst dachte, dass schwarze Jungen mehr Disziplin benötigen. Er merkte jedoch schnell, dass ihnen vor allem Liebe und Zuneigung fehlt.

## Produktion
Regie führte Laura Checkoway. Sie war einige Zeit als Journalistin tätig, bevor sie 2014 ins Filmgeschäft wechselte. Ihr Dokumentarkurzfilm Edith+Eddie wurde 2018 für den Oscar und einen Emmy nominiert. Der von der Sängerin Cher produzierte Film erhielt außerdem den IDA Documentary Award als bester Kurzfilm.
Die Premiere von The Cave of Adullam erfolgte im Juni 2022 beim Tribeca Film Festival. Im Oktober 2022 wurde der Film beim Hot Springs Documentary Film Festival und Ende November 2022 beim African Diaspora International Film Festival gezeigt. Die Deutschlandpremiere erfolgte im Oktober 2023 beim LUCAS – Internationales Festival für junge Filmfans.

## Auszeichnungen
Tribeca Film Festival 2022
- Nominierung im Documentary Competition[3]